# Token-based-Lizenzmodell
Das Token-based-Lizenzmodell beschreibt in der Informationstechnik eine Lizenzierungsform, bei der die maximale Zahl von Tokens (Gutscheinen) festgelegt wird, die in einem Warenkorb mit bestimmten Softwareanwendungen zur Verfügung steht. Weiterhin beschreibt es ein Entwicklungsmodell von Software Quelltext, bei der die Lizenierzungsrechte von diesem durch Tokens abgebildet werden.
Jede Softwareanwendung im Warenkorb hat einen Wert von „x“ Token. Sind die Gutscheine aufgebraucht, kann keine weitere Softwareanwendung aus dem Warenkorb gestartet werden. Wird eine dem Warenkorb zugehörige Softwareanwendung beendet, stehen die Token wieder zur Verfügung.
Der Wert der Softwareanwendungen wird durch den Software-Hersteller festgelegt. So können für Anwendung A zehn Token und Anwendung B drei Token und Anwendung C sieben Token fällig sein. Sind durch die Benutzer Anwendung A dreimal und Anwendung B zweimal im Einsatz so kann bei 50 Token maximal noch zweimal Anwendung C aufgerufen werden. Der Vorteil für den Kunden liegt darin, dass er sich nicht im Vorfeld auf die Zahl der Nutzer oder Lizenzen festlegen muss. Aber auch bei Projektgeschäft mit verschiedenen Phasen (z. B. Produktentwicklung und Test) können verschiedene Softwareapplikationen zum Einsatz kommen, die von den gleichen Benutzern eingesetzt werden und somit nicht mehrfach im Vorfeld lizenziert und somit auch gekauft werden müssen.
Grundlage für das Token-based-Lizenzmodell ist das Concurrent-User-Lizenzmodell. Zur Realisierung sollte man eine sogenannte Lizenzmanagement-Software einsetzten. Um die Auslastung in Echtzeit zu überwachen, aktiv die Lizenzen im Warenkorb zu managen oder die tatsächliche Anzahl von Token zu ermitteln, sollte eine Lizenzmonitoring-Software eingesetzt werden.